# ABT-510
ABT-510 est une molécule thérapeutique qui a été l'objet de recherche en tant que traitement potentiel contre le cancer. Selon le Journal of Clinical Oncology, ABT-510 est un "subcutaneously (SC) administered nonapeptide thrombospondin analogue.",
Après une phase I d'essais cliniques peu concluante, une phase II a vu le jour en 2007 pour l'étude de ABT-510 pour le traitement de cancer métastatique.  le traitement du mélanome a échoué à atteindre son principal point de terminaison entraînant l'arrêt de l'étude. Seulement trois des vingt-et-un patients ont atteint le critère principal de survie sans progression à 18 semaines, mais ces trois patients sont restés sans progression de 21, 34 et 42 semaines. Cependant, les données de biomarqueurs recueillies au cours de cette étude ont montré une diminution de la VEGF-C, des cellules endothéliales circulantes, des  CD146 et  des CD34/133, et que la dose maximale tolérée n'a pas encore été établie. l'étude pourrait envisager une dose plus élevée et/ou une combinaison de traitement.